# Archaeoteleia
Archaeoteleia (лат.) — род наездников из семейства Platygastridae (Scelioninae, или Scelionidae, по другим классификациям). Около 15 видов. Эндемики Южного полушария, имеющие трансантарктическое распространение: Новая Зеландия и Чили.

## Описание
Длина 2,2—6,4 мм. Жёлтые и коричневые. Самки некоторых видов брахиптерные (короткокрылые), микроптерные или бескрылые, нелетающие. Нижнечелюстные щупики 5-члениковые; нижнегубные щупики состоят из 3 сегментов. Усики у обоих полов 12-члениковые. Формула члеников лапок: 5-5-5; формула шор ног: 1-2-2.
Хозяева известны для двух видов: Archaeoteleia chambersi и Archaeoteleia novaezealandiae паразитируют на яйцах пещерных кузнечиков Gymnoplectron spp. (Прямокрылые: Rhaphidophoridae, Macropathinae).

## Систематика
Около 15 видов. Рассматриваются реликтами Гондваны. Род филогенетически ближе к родам Scelionini sensu lato, чем к плезиоморфным родам Nixonia Masner (Nixoniini), Sparasion Latreille и Sceliomorpha Ashmead (Sparasionini s. str.) или Neuroscelio Dodd (Gryonini) .
- Archaeoteleia araucana Masner, 1968 [1]
- Archaeoteleia astropulvis Talamas, 2017 (в честь Ziggy Stardust, Дэвид Боуи; «astropulvis» на латинском языке означает «stardust»)[5][6][7]
- Archaeoteleia chambersi Early, in Early, Masner & Johnson, 2007
- Archaeoteleia dispar Masner, in Early, Masner & Johnson, 2007
- Archaeoteleia gilbertae Early, in Early, Masner & Johnson, 2007
- Archaeoteleia gracilis Masner, 1968
- Archaeoteleia karere Early, in Early, Masner & Johnson, 2007
- Archaeoteleia mellea Masner, 1968
- Archaeoteleia novaezealandiae Masner, 1968
- Archaeoteleia onamata Early, in Early, Masner & Johnson, 2007
- Archaeoteleia penai Masner, in Early, Masner & Johnson, 2007
- Archaeoteleia puncticeps Masner, in Early, Masner & Johnson, 2007
- Archaeoteleia pygmea Masner, 1968
- Archaeoteleia robusta Masner, in Early, Masner & Johnson, 2007
- Archaeoteleia simulans Masner, in Early, Masner & Johnson, 2007
- Archaeoteleia submetallica Masner, in Early, Masner & Johnson, 2007
- Archaeoteleia waipoua  Early, in Early, Masner & Johnson, 2007

- Другие виды